# Ulisses (navire)
L’Ulisses, ensuite rebaptisé Urânia, est un navire de guerre portugais en service de 1792 à 1809. C’est une frégate de 36 puis 44 canons, principalement employée pour la garde côtière et l'escorte des convois anglo-portugais.

## Construction
Navire de guerre de cinquième classe, l’Ulisses est construit par Torcato Jose Clavina dans le chantier naval de l’Arsenal de la marine à Lisbonne. Lancé le 15 décembre 1792, il est admis au service actif la même année. À son lancement, il dispose de 36 pièces d’artillerie, dont 26 canons de 18 livres et 10 canons de 9 livres. Sa longueur est de 132 pieds 6 pouces et son maître-bau de 34 pieds. Son équipage se compose de 308 hommes (1795), puis 329 hommes (1798).

## Carrière
Entre 1793 et 1802, durant les invasions napoléoniennes, l’Ulisses participe à plusieurs missions conjointes avec la marine anglaise. En 1798, faisant partie d’une escadre de cinq navires de guerre chargés d’escorter un convoi de 122 navires en provenance du Brésil, il atteint l’embouchure du Tage au mois d’octobre.
Rebaptisé Urânia en 1804 à l’issue d’une remise en état substantielle, le navire fait partie en novembre 1807 de l’escadre transportant vers le Brésil le régent du Portugal (futur roi Jean VI) et la famille royale, à la suite de l'invasion du Portugal par la France.
Le 5 février 1809, lors d'un trajet reliant Rio de Janeiro à l'Angleterre, la frégate fait naufrage au large des îles du Cap-Vert.